# 凹齿龙形态类
凹齿龙形态类（学名：Rhabdodontomorpha）是原始禽龙类恐龙的一个演化支。该类群于2016年在对西班牙发现的凹齿龙科一早期成员的描述论文中被命名。一项系统发育分析发现木他龙是凹齿龙科的姊妹种，因此保罗－埃米尔·狄奥多内（Paul-Emile Dieudonné）、蒂埃里·托尔托萨（Thierry Tortosa）、菲德尔·托尔西达·费尔南德斯－巴尔多（Fidel Torcida Fernández-Baldor）、何塞·伊格纳西奥·卡努多（José Ignacio Canudo）和伊格纳西奥·迪亚斯－马丁内斯（Ignacio Díaz-Martínez）将凹齿龙形态类定义为一个节点演化支：由原始凹齿龙（Matheron, 1869）和朗氏木他龙（Bartholomai & Molnar, 1981）最近共同祖先及其所有后代组成，还包含查摩西斯龙及栅齿龙。Zalmoxes和Mochlodon。该演化支的特征为具有以下共源性状：
- 在背侧视图中，髂骨背缘轮廓呈S形，髋臼后突向内侧倾斜，髋臼前突向外侧倾斜
- 髂骨背缘从坐骨脚上方向前（存在于木他龙）或一直在从髋臼后突上方（存在于查摩西斯龙各物种）向中间外侧变宽并膨大
- 髋臼后突腹内侧有一背面突出且不坚固的嵴
- 髂骨的坐骨脚呈透镜状且前后侧独特地伸长
- 髋臼明显偏低

该类群由欧洲和冈瓦纳古陆的小型至大型植食动物组成。其必定是在中侏罗世从其它禽龙类中分化出来的。2020年，澳洲禽龙类福斯特龙也被发现属于该演化支。